# Auditori Nacional (Mèxic)
L'Auditori Nacional de Mèxic (castellà: Auditorio Nacional) és un centre d'espectacles situat a l'avinguda passeig de la Reforma de la colònia Chapultepec en la Ciutat de Mèxic, just enfront de la zona hotelera de Polanco i a un costat del Campo Marte. És el principal recinte de presentacions al país i és considerat un dels més importants al món per diversos mitjans especialitzats. Fora hi ha l'estació Auditorio de la Línia 7 del metro. Va ser construït als anys 1950 i remodelat entre el 1988 i el 1991 per Teodoro González de León i Abraham Zabludovsky.

## Història

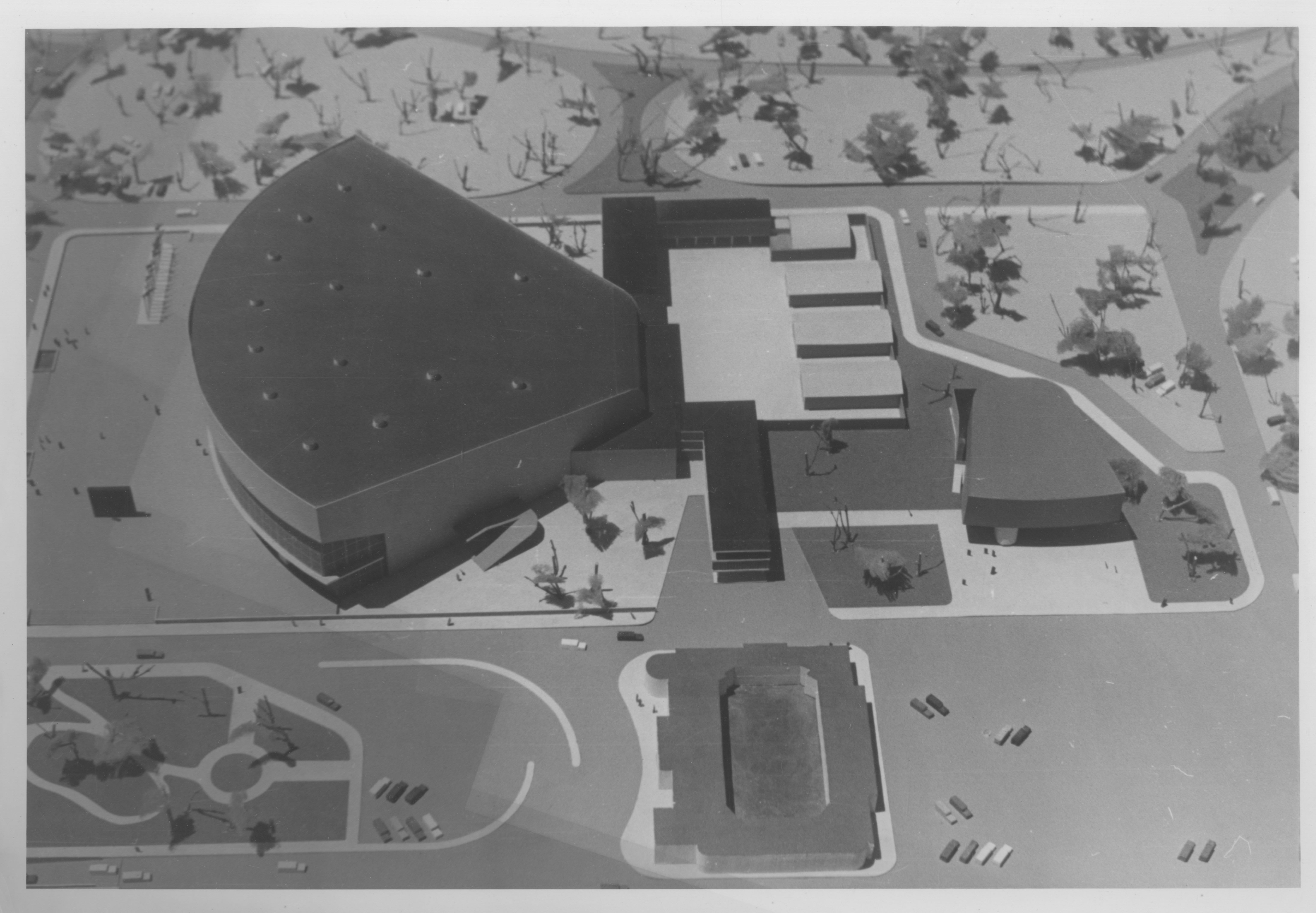
Maqueta de l'auditori original.

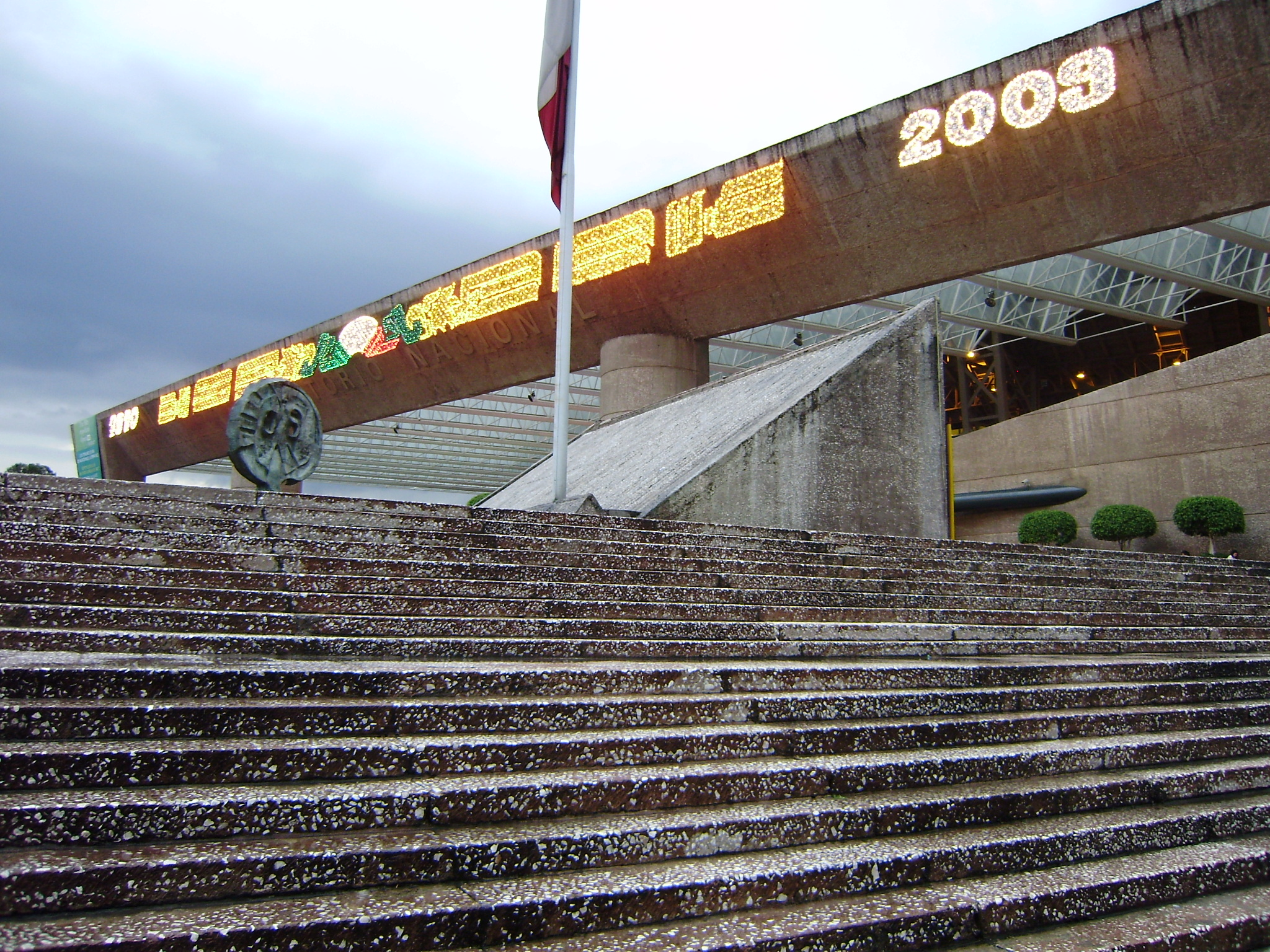
Un altre angle de l'Auditori

Va començar a construir-se el 1952 per ordre del president Miguel Alemán Valdés per a organitzar-hi esdeveniments eqüestres. Se'n va concloure la construcció el 1953 sota comandament de Adolfo Ruiz Cortines amb un canvi en l'ús: ara estava pensat com a auditori municipal. D'aquest edifici només es conserva la graderia dels dos primers pisos. L'arquitecte Hugo Enrique Díaz Moro va ser dirigir el projecte i el també arquitecte Fernando Peña va materialitzar-lo amb l'ajuda dels enginyers Óscar de Buen i Guillermo Salazar Polanco.
El 1989 va ser tancat al públic per a una remodelació integral, que va ser executada pels arquitectes Abraham Zabludovsky i Teodoro González de León. Va ser reinaugurat el 6 de setembre de 1991, després de 18 mesos d'obres.
L'edifici va ser ampliat en capacitat, se'n va revestir la façana amb martelina (segell personal de tots dos arquitectes) i en van reforçar la isòptica i la qualitat acústica i equip escènic.
Actualment disposa de 9.366 butaques, dos pisos per a aparcar i un escenari de 23 metres d'altura i 23 metres d'amplada. L'administració de l'immoble va passar d'estar a càrrec del govern de la Ciutat de Mèxic a un fideïcomís tripartit entre govern federal, el municipal i la iniciativa privada.
L'esdeveniment de reinauguració va anar a càrrec de la Compañía Nacional de Danza, del Cor i l'Orquestra de Belles Arts. Aquest escenari també ha albergat les preses de possessió de la presidència de Mèxic de Luis Echeverría Álvarez el 1970 i de José López Portillo el 1976. Al capdavall, s'ha consolidat com un recinte d'excel·lència internacional.

## Instal·lacions
Al vestíbul de l'auditori es realitzen esdeveniments i fires. A més, hi ha un aparador amb objectes d'interès que hi han dipositat aquells que hi han passat. S'hi troben exposades les escultures Escenario 750 de Vicente Rojo Almazán i el mural escultòric Teorema inmóvil de Manuel Felguérez.
Dins del recinte es troba integrat l'Orgue Monumental de l'Auditori Nacional, un orgue que inclou vora 15.600 flautes.
A l'esplanada estan emplaçades les escultures La luna de Juan Soriano i Tres figuras áureas de Teodoro González de León. Sota les escalinates es va inaugurar un passeig de la fama amb buidatges en acer i petjades de les mans de diversos artistes que hi han estat.
Existeix un recinte altern, el Lunario de l'Auditori Nacional, dissenyat per a concerts més íntims, amb capacitat d'unes 1.000 persones.